# Vincent Gardenia
Vincent Gardenia (Nàpols, 7 de gener de 1922 - Filadèlfia, 9 de desembre de 1992) és un actor italianoestatunidenc nominat al premi Oscar i guanyador dels premis Emmy i Tony.

## Biografia
Vincenzo Scognamiglio va néixer a Nàpols (Itàlia), fill d'Elisa i Gennaro Gardenia Scognamiglio. Després d'emigrar als Estats Units sent un nen, va viure la major part de la seva vida a Brooklyn (Nova York). El 1967 va participar en el capítol There Goes the Ballgame de la sèrie dels anys seixanta, The Fugitive, amb David Janssen, en el paper de Gibbs, com l'agent de policia que busca el Dr. Kimble, que havia estat testimoni en el segrest de la filla del propietari d'un diari, Martin Balsam. El 1972, va guanyar el Premi Tony com a actor revelació per la seva interpretació en The Prisoner of Second Avenue i el 1979 seria nominat com a millor actor en el musical Ballroom. A més, seria nominat als Oscar al millor actor secundari per les seves actuacions en Mort d'un jugador (1973) i Encanteri de lluna (1987). I en televisió, Gardenia guanyaria un premi Emmy el 1990 en la categoria de millor actor secundari en una minisèrie en el serial Age-Old Friends.
Gardenia moriria d'un infart de miocardi a Filadèlfia el 1992 als 70 anys. Gardenia està enterrat en el cementiri de Saint Charles a Farmingdale, Long Island, Nova York.
La part de la 16a Avinguda entre Cropsey Avenue i Shore Parkway a Bensonhurst, Brooklyn, Nova York, on va viure fins a la seva mort, ha estat renomenada Vincent Gardenia Boulevard en honor seu.

## Filmografia
- 1945: The House on 92nd Street: Trainee
- 1958: Cop Hater: Danny Gimp
- 1960: Murder, Inc.: Advocat del sindicat Lazlo
- 1961: Parrish de Delmer Daves: Bit part
- 1961: Mad Dog Coll: Dutch Schultz
- 1961: El vividor (The Hustler): Bartender
- 1962: Vist del pont de Sidney Lumet: Lipari
- 1965: El tercer dia (The Third Day) de Jack Smight: Preston
- 1970: Jenny de George Bloomfield: el Sr. Marsh
- 1970: Where's Poppa?: Entrenador Williams
- 1971: Little Murders: el Sr. Newquist
- 1971: Un mes d'abstinència (Cold Turkey): Major Wappler
- 1972: Hickey & Boggs: Papadakis
- 1973: Bang the Drum Slowly: Dutch Schnell
- 1973: Lucky Luciano: Coronel Charles Poletti
- 1974: Death Wish : Detectiu Frank Ochoa
- 1974: The Front Page: xèrif
- 1975: La banca di Monate: Santino Paleari
- 1975: The Manchu Eagle Murder Caper Mystery de Dean Hargrove: Big Daddy Jessup
- 1976: Il grande racket: Pepe
- 1976: Luna di miele in tre: Frankie
- 1976: Bordella: el Sr. Chips
- 1977: Fire Brut d'Alan Arkin: Benny Fikus
- 1977: Greased Lightning de Michael Schultz: xèrif Cotton
- 1978: El cel pot esperar (Heaven Can Wait): Det. Krim
- 1979: Firepower: Frank Hull
- 1979: Diabla, la senyora del llac (Sensività): el vell pintor
- 1980: Home Movies: Metge Byrd
- 1980: The Last Flight of Noah's Ark: Stoney
- 1982: Ciao nemico: General Brigg
- 1982: Death Wish II de Michael Winner: Det. Frank Ochoa
- 1985: Amor i sexe (Movers & Shakers): Saul Gritz
- 1986: La botiga dels horrors (Little Shop Of Horrors) de Frank Oz: el Sr.. Mushnik
- 1987: Encís de lluna (Moonstruck): Cosmo Castorini
- 1988: Cavalli si nasce: Príncep napolità
- 1988: Cheeeese: Bonjour
- 1989:  Skin Deep: Barney el barman
- 1991: The Super: Big Lou Kritski

### Nominacions
- Oscar al millor actor secundari per Bang the Drum Slowly (1973).
- Oscar al millor actor secundari per Encís de lluna (1987).